# 5 Golden Rings
5 Golden Rings is een Nederlands televisieprogramma dat sinds 2017 werd uitgezonden door SBS6. Het eerste seizoen van het programma werd gepresenteerd door Rik van de Westelaken, voor het tweede seizoen werd hij vervangen door presentatrice Kim-Lian van der Meij.

## Format
Onder leiding van presentatrice Kim-Lian van der Meij gaan twee teams bestaande uit twee mensen de strijd met elkaar aan. In het midden van de studio is een grote interactieve led-vloer. Hierop worden verschillende afbeeldingen tentoongesteld aan de hand van een vraag. Om de beurt gaat een kandidaat van een van de twee teams naar de led-vloer. De presentator stelt vervolgens een vraag over de afbeelding die op de led-vloer te zien is. De kandidaat op de led-vloer moet vervolgens een gouden ring op de led-vloer neerleggen op de plek waarvan diegene denkt dat die het antwoord is. Is dit antwoord goed, dan krijgt het team een geldbedrag erbij. Is het antwoord fout, krijgen ze er niks bij. Er zijn vijf verschillende levels en vijf ringen van verschillende grootte. De ringen worden per level steeds kleiner, terwijl het prijzengeld per level steeds hoger wordt.
Als alle vijf rondes voorbij zijn, hebben beide teams een bedrag bij elkaar gespeeld. Vervolgens start na deze vijf rondes de finaleronde: het team met het meeste geld mag kiezen of zij de finaleronde spelen of het andere team deze laat spelen. Weet het team dat de finaleronde speelt de gouden ring op de juiste plaats te leggen, dan winnen zij hun bij elkaar verzamelde geldbedrag, maar ligt de gouden ring verkeerd, dan krijgt het andere team hun geldbedrag.

## Kijkcijfers
Tijdens het eerste seizoen schommelden de kijkcijfers tussen de 350.000 en 500.000 kijkers, met een hoogtepunt van 640.000 kijkers. Het tweede seizoen werd gepresenteerd door Kim-Lian van der Meij en schommelden de kijkcijfers tussen de 400.000 en 650.000 kijkers.